# Billung von Lindenfels
Billung von Lindenfels (* vor 1148; † nach 1165) war ein fränkischer Adliger aus dem Geschlecht Lindenfels. Er gilt als einer der Hauptgründer des Klosters Bronnbach und war Hauptvasall von Pfalzgraf Konrad von Staufen. Durch dessen Auseinandersetzung mit seinem Halbbruder Friedrich I. wurden die Beziehungen von Billung von Lindenfels zum Kaiser vermutlich beeinträchtigt; Hinweis hierfür ist die Auflistung ganz am Ende einer Zeugenreihe im Schutzbrief Friedrichs I. für das Kloster Bronnbach von 1165, obwohl Billung von Lindenfels Hauptgründer des Klosters war. Da er ohne Nachfahren starb, ging sein Erbe an die Reichsministeriale Erbach und Münzenberg.